# 현대사기록연구원
현대사기록연구원은 대한민국의 단체다. 연구, 컨텐츠개발, 정보처리 제공 및 용역, 학술회 및 전시행사 등의 사업을 하고 있으며 서울특별시 서대문구 통일로 495-1 2층에 위치하고 있다.

## 연혁
- 2008년 9월: 행정안전부 법인설립 허가
- 2008년 10월: 사단법인 현대사기록연구원 법인등기 완료
- 2008년 10월: 6.3항쟁 관련 구술기록 수집 연구용역(1차)
- 2008년 11월: 6.3항쟁 관련 스크랩북 DB구축사업
- 2008년 12월: 송철원 이사장 기록유공자 국무총리 표창
- 2009년 2월: 2009년 구술자료 수집 지원 대상자 선정
- 2009년 5월: 역대 대통령관련 구술채록 연구용역-노태우 정부
- 2009년 5월: 역대 대통령관련 구술채록 연구용역-박정희 정부
- 2009년 7월:  6.3항쟁 관련 구술기록 수집 연구용역(2차)
- 2009년 10월: 경부고속도로 건설 관련 구술기록수집 연구용역
- 2009년 4월~2011년 1월: 현대학국수술사업연구사업 정치분야
- 2010년 5월: 개인생애사 구술수집 연구 -  김여필
- 2010년 6월: 4.19혁명 참여자 구술수집 연구용역
- 2012년 11월: 한일협정반대운동 구술자료수집사업(1차)
- 2013년 11월: 한일협정반대운동 구술자료수집사업(2차)
- 2014년 12월: 한국 해운 60년 재조명과 미래창조산업으로서의 진로에 대한 구술자료 수집및 홍보
- 2015년 12월: 대한민국 발전상에 대한 분야별 구술자료 수집 및 홍보 - 수송산업, 스포츠, 의료분야
- 2016년 11월: 3선개헌반대운동 구술사료수집사업
- 2017년 9월: 1980년대 민주화운동 구술채록사업
- 2018년 12월: 생태농업, 환경운동 종사자 구술채록사업
- 2019년 10월: 유신이전 민주화운동 역사정리 구술수집사업
- 2019년 12월: 협동조합 지도자 및 활동가 구술채록과 토론모임 사업
- 2020년 12월: 유화국민 이후 학생운동 구술채록사업
- 2021년 12월: 5.18 민주유공자 트라우마에 대한 구술채록사업
- 2021년 12월: 동숭동 지역 역사에 관한 구술채록사업
- 2022년 12월: 5.18민주유공자 트라우마에 관한 구술채록사업
- 2022년 12월: 동숭동 지역 역사에 관한 구술재록사업(2차)
- 2023년 수행 중: 지식정보자원 공유기반 구축사업 구술채록